# Боймия
Боймията или Боимия, често членувано Боймията (на македонска литературна норма: Бојмија) е историко-географска област в южната част на Северна Македония и северна Егейска Македония, Гърция. Съвпада с Гевгелийско-валандовската котловина.
Боймията обхваща селата по долното течение на река Вардар около градовете Валандово и Гевгели в Северна Македония и Боймица (Аксиуполи) и Гумендже (Гумениса) в Гърция. На север през Демир Капия граничи с Тиквеш, на запад през Паяк (Пайко) с Мъглен, на югозапад със Сланица, а на изток с Вардарията.